# Michele Besso
Michele Angelo Besso (Riesbach, 25 de maio de 1873 — Genebra, 15 de março de 1955) foi um engenheiro suíço/italiano descendente de judeus italianos (sefardita).
Foi um amigo de Albert Einstein durante os anos na Instituto Federal de Tecnologia de Zurique e depois no escritório de patentes em Berna. A Besso é creditado ter apresentado a Einstein as obras de Ernst Mach, um crítico cético da física que influenciou a abordagem de Einstein na disciplina.
Em uma carta de condolências à família Besso, Albert Einstein escreveu sua famosa citação: "Agora Besso partiu deste estranho mundo um pouco antes de mim. Isto não significa nada. Pessoas como nós, que acreditam na física, sabem que a distinção entre passado, presente e futuro é apenas uma ilusão teimosamente persistente".